# لاسرتاهای ایرانی
لاسرتاهای ایرانی یا سوسمارهای ایرانی (نام علمی: Iranolacerta)، یک سرده از سوسمارهای دیواری از خانواده سوسماران راستین است.

## گونه‌ها
- Iranolacerta brandtii (De Filippi، ۱۸۶۳) - مارمولک ایرانی برانت
- لاسرتای زاگرسی (Iranolacerta zagrosica) (ن. رستگار-پویانی و نیلسون، ۱۹۹۸) – لاسرتای کوه‌های زاگرس

نکته: یک اعتبار دوجمله‌ای در پرانتز نشان می‌دهد که این گونه در ابتدا در سردهٔ دیگری به‌جز Iranolacerta توصیف شده بود.